# Raniero de Sansepolcro
Raniero de Sansepolcro (Sansepolcro, siglo XIII—1 de noviembre de 1304), también conocido como Rainiero Aretino, Rainiero de Arezzo o Rainiero de Sansepolcro, fue un religioso lego católico italiano, de la Orden de Frailes Menores, venerado como beato en la Iglesia católica, cuya fiesta celebra el 1 de noviembre.

## Biografía
Se desconoce la fecha exacta del nacimiento de Raniero, se sabe que vivió durante la segunda mitad del siglo XIII y que nació en la ciudad de Sansepolcro, en Arezzo (hoy Italia). Ingresó al convento de la Orden de Hermanos Menores que había en su ciudad y pasó el resto de su vida en cumplimiento de la Regla y de las misiones que le fueron asignadas en su orden: portero y limosnero, cargos que le permitieron estar en contacto con la gente y ganarse el cariño y devoción de los pobladores. Murió el 1 de noviembre de 1304.
En de notar que en algunas biografías se le confunde con Benito Sinigardi de Arezzo, también religioso franciscano venerado como beato.

## Culto
Al tener contacto con ricos y pobres de Sansepolcro, Raniero fue considerado, ya en vida, un santo por los pobladores. Pocos días después de su muerte, el ayuntamiento embalsamó su cuerpo y recogió los testimonios de milagros atribuidos a su intercesión. El alcalde construyó un altar monumental en su honor que todavía se puede apreciar en la iglesia de San Francisco. Entre los milagros recogidos por la misma municipalidad se narra la resurrección de dos niños, razón por la cual es considerado abogado de las parturientas.
El culto inmemorial de Raniero fue reconocido por el papa Pío VII el 18 de diciembre de 1802, con el título de beato. El Martirologio romano recoge su memoria el 1 de noviembre, sin embargo en el calendario universal de la Iglesia católica se le celebra el 31 de octubre, debido a la coincidencia con la solemnidad de Todos los Santos. Su cuerpo se conserva en la cripta de la iglesia de San Francisco de Sansepolcro. Con ocasión del VII centenario de su muerte, en 2004, se ha restaurado la campana, dedicada a él en 1314, de la iglesia, las cuales, como es tradición en Sansepolcro, resuenan cada vez que nace un niño en el pueblo.